# Stefan Naliwajko
Stefan Naliwajko (ur. w 1898 w Melitopolu, zm. w lutym 1941 w Norylsku) – święty prawosławny, jurodiwy.
Urodził się w rodzinie chłopskiej. Ukończył pięcioletnią szkołę parafialną, dodatkowo uczył się przez dwa lata w szkole przy jednym z miejscowych klasztorów. Mając czternaście lat wrócił do domu, by pomagać rodzicom w prowadzeniu gospodarstwa, jednak po kilku latach opuścił dom i udał się do monasteru w Geniczesku, gdzie ukończył kurs przygotowujący do wykonywania zawodu psalmisty cerkiewnego. Wrócił następnie na rodzinną wieś, gdzie mając 19 lat został zatrudniony w parafialnej świątyni.
W lutym 1917 został zmobilizowany do armii rosyjskiej i już po kilku miesiącach razem z całym oddziałem dostał się do niewoli. Udało mu się uciec z obozu jenieckiego i w połowie roku następnego wrócić do domu. Wrócił na wieś, gdzie odziedziczył po rodzicach gospodarstwo i ożenił się z nieznaną z imienia kobietą z jego wsi. Miał z nią córkę Raisę. Jednak już po kilku miesiącach od narodzenia dziewczynki Stefan nieoczekiwanie porzucił rodzinę i udał się pieszo do Moskwy, pragnąc naśladować szczególnie czczonych w Rosyjskim Kościele Prawosławnym świętych mnichów, żyjących w całkowitym ubóstwie. Dotarłszy do celu, Naliwajko udał się na przypadkowo napotkany pogrzeb diakona Konstantyna Rozowa i wygłosił na nim mowę, w której określał współczesne sobie czasy jako szczególnie trudne, ale służące równocześnie jako okres wyzwolenia narodu od popełnionych grzechów. Wzywał również Rosjan do praktykowania wiary prawosławnej. Jeszcze tego samego dnia Naliwajko został zatrzymany przez milicję.
W czasie przesłuchania Naliwajko zachowywał się jak rosyjscy jurodiwi; stwierdził, że nie posiada adresu zamieszkania ani nie pochodzi z żadnej guberni, gdyż wszystkie należą do niego. Zapytany o dokumenty pokazał jedynie krzyż, jaki nosił na szyi. Przewieziony na kolejne przesłuchanie do siedziby GPU zeznał, iż jest obywatelem Nowego Jeruzalem, świadkiem Słowa Bożego, bojownikiem Jezusa Chrystusa; twierdził również, że Rosja, którą znał, została zastąpiona przez wielki Babilon, którego sługami są bolszewicy. Ostatecznie został skazany na trzy lata łagru w obozie na Wyspach Sołowieckich.
W obozie Naliwajko zachorował, czego skutkiem była amputacja obydwu nóg. Mimo tego, po odbyciu zasądzonego wyroku został skazany po raz drugi na trzyletnią zsyłkę do Kazachstanu, przedłużoną następnie o kolejne trzy lata. W Kazachstanie Naliwajko utrzymywał się z pracy jako stolarz i wytwórca drewnianych instrumentów muzycznych. Jego żona i córka odnalazły go po kilku latach i zamieszkały razem z nim. Mężczyzna sam uczył Raisę katechizmu i podstaw literatury, nie pozwalając jej chodzić do państwowej szkoły, by nie zetknęła się z ideami ateizmu. Ostatecznie rodzina postanowiła wrócić na Ukrainę. Udali się do rodzinnej wsi Stefana, gdzie ten rozpoczął działania na rzecz ponownego otwarcia miejscowej cerkwi. Za taką postawę został w 1935 po raz kolejny skazany na trzy lata więzienia, jednak z miejsca odbywania kary – Władywostoku – pozwolono mu wrócić przedterminowo. Jeszcze w tym samym roku zamieszkał razem z żoną i córką w Symferopolu, gdzie podjął pracę kościelnego w jednej z działających jeszcze parafii prawosławnych.
Również w 1935 Naliwajko został zadenuncjowany jako zdecydowany antykomunista przez kapłana prawosławnego i współpracownika NKWD Mikołaja Szweca, służącego w parafii, gdzie pracował kościelny. W śledztwie odmawiał składania zeznań. Ostatecznie został skazany na pięć lat obozu w Norylsku. Zmarł tam - według oficjalnej wersji z głodu - na kilka miesięcy przed odbyciem wyroku.
Kanonizowany jako nowomęczennik w 2000. W 2011 zaliczony do Soboru Świętych Nowomęczenników i Wyznawców Eparchii Zaporoskiej.